# Tomosvaryella micronesiae
Tomosvaryella micronesiae är en tvåvingeart som beskrevs av Hardy 1956. Tomosvaryella micronesiae ingår i släktet Tomosvaryella och familjen ögonflugor.
Artens utbredningsområde är Guam. Inga underarter finns listade i Catalogue of Life.